# William Lok
William Lok (Hongkong, 7 oktober 1973) is een Hongkongs autocoureur.

## Carrière
In 2010 nam Lok deel aan twee races van het Aziatische GT-kampioenschap. In 2011 eindigde hij als veertiende in de Chinese Volkswagen Scirocco R-Cup. In 2012 reed hij opnieuw in de Scirocco R-Cup, waarin hij ditmaal met één podiumplaats als achtste in het kampioenschap eindigde. Dat jaar reed hij ook in de Aziatische Lamborghini Super Trofeo en behaalde zijn eerste overwinning, waarmee hij vijfde werd in het kampioenschap. In 2013 reed hij opnieuw in beide kampioenschappen, waarbij hij in de Scirocco R-Cup vierde werd met twee podiumplaatsen en in de Super Trofeo als gastrijder één overwinning behaalde. Ook nam hij deel aan de Formula Masters China-race van de Grand Prix van Macau, waarin hij als twaalfde eindigde.
In 2014 rijdt Lok opnieuw in de Scirocco R-Cup, waarin hij met twee overwinningen het kampioenschap leidt. Door deze prestaties mocht hij dat jaar zijn debuut maken in de TC2-klasse van het World Touring Car Championship voor het team Campos Racing in een Seat León WTCC op het Shanghai International Circuit. In de eerste race viel hij uit en liep hierbij zoveel schade op dat hij niet meer kon starten in race 2.